# Edson Perri
Edson Perri (Rio de Janeiro, 5 giugno 1928 – 2 agosto 2025) è stato un pallanuotista brasiliano.

## Biografia
Fu membro del Brasile che partecipò ai Giochi di Helsinki 1952, nel torneo di pallanuoto, classificandosi al nono posto.
Nel 1951 vinse un argento ai I Giochi panamericani, mentre nel 1955 vinse 1 bronzo nella pallanuoto ai II Giochi panamericani